# Un p'tit truc en plus
Un p'tit truc en plus je francouzský hraný film z roku 2024, který režíroval Artus. Snímek měl premiéru ve Francii dne 1. května 2024.

## Děj
Paul a jeho otec Lucien jsou na útěku po loupeži. Najdou útočiště v letním táboře pro lidi se zdravotním postižením, kde se Paul vydává za postiženého a Lucien za jeho specializovaného asistenta.

## Obsazení
| Artus                | Paul Mounier / Sylvain |
| Clovis Cornillac     | Lucien Mounier / Orpi  |
| Alice Belaïdi        | Alice                  |
| Céline Groussard     | Céline                 |
| Marc Riso            | Marc                   |
| Stanislas Carmont    | Alexandre              |
| Mayane-Sarah El Baze | Mayane                 |

## Ocenění
- César: nominace v kategorii nejlepší filmový debut (Artus)